# Зіновать біла
Зінова́ть бі́ла, або роки́тничок бі́лий (Chamaecytisus albus) — багаторічна рослина родини бобових. Вид занесений до Червоних книг України, Польщі та Європейського червоного списку. Декоративна і медоносна рослина.

## Опис
Листопадний розгалужений кущ 30-80 см заввишки, нанофанерофіт. Пагони прямостоячі або більш-менш висхідні, запушені. Листки трійчасті, складені з ланцетних, обернено-яйцеподібних або видовжено-оберненояйцеподібних запушених листочків. Квітки білі або жовтувато-білі, зібрані по 5-8 штук в головчасті суцвіття на молодих та торішніх гілочках. Оцвітина завдовжки 11-13 мм. Плід — волохато-волосистий біб.

## Екологія та поширення
Рослина світлолюбна, доволі посухостійка, полюбляє ґрунти, багаті на кальцій. Зростає на вапняково-кам'янистих, лучно-степових схилах, у карстових западинах, серед чагарників, рідше — на узліссях і галявинах грабово-дубових лісів.
Квітне у травні-липні, можливе повторне цвітіння наприкінці літа. Плодоносить у серпні-вересні. Розмножується переважно вегетативно, рідше — насінням. Кожен кущ здатен сформувати від 1 до 6 підземних пагонів, які дають 1-3 генеративних надземних пагони, внаслідок чого рослини утворюють куртини.
Зіновать біла поширена на теренах Центральної та Південної Європи, в Туреччині і в окремих районах східноєвропейських країн. Зокрема, через Польщу та Україну проходить східна межа ареалу.
Більша частина українських популяцій зосереджена на Прикарпатті і заході Поділля, окремі осередки можна побачити в Розточчі, Опіллі, Закарпатті.

## Значення і статус виду
Чисельність зіноваті білої на теренах України стабільна, але загрозу для заростей цієї рослини становлять видобуток вапняку, спалювання трави, порушення схилів, випасання худоби тощо. Вид охороняється в національному парку «Подільські Товтри» та природному заповіднику «Медобори».
Рослина під час цвітіння має привабливий вигляд, але мало відома серед садівників. Наразі її можна побачити в колекції Національного ботанічного саду імені Миколи Гришка та Кам'янець-Подільському ботанічному саду.

## Систематика

### Підвиди
- Chamaecytisus albus subsp. microphyllus (Boiss.) Kuzmanov
- Chamaecytisus albus subsp. obscurus (Rochel) Soó[1]

### Синоніми
- Cytisus albus Hacq.
- Cytisus albus var. microphyllus Asch. & Graebn.
- Cytisus leucanthus var. schipkaensis Dieck ex Dippel[4]